# Euphaedra coerulea
Euphaedra coerulea är en fjärilsart som beskrevs av James John Joicey och Talbot 1921. Euphaedra coerulea ingår i släktet Euphaedra och familjen praktfjärilar. Inga underarter finns listade i Catalogue of Life.